# Processing

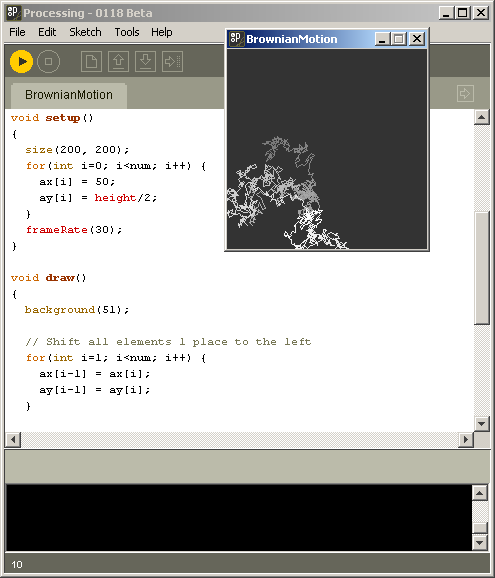
Zintegrowane środowisko programistyczne języka Processing

Processing – język programowania oraz zintegrowane środowisko programistyczne (IDE) stworzone na potrzeby sztuki elektronicznej (wizualnej, interaktywnej, dźwiękowej) oraz projektowania graficznego. Autorami projektu są byli studenci i pracownicy Aesthetics and Computation Group (ACG) działającym w MediaLab w amerykańskim MIT, Ben Fry i Casey Reas. Processing oparty jest w dużej mierze na wcześniejszym projekcie edukacyjnym szefa ACG, Johna Maedy – Design by Numbers. W obu przypadkach jednym z założeń projektu było przygotowanie środowiska programistycznego, które pomoże w nauce programowania osób niezwiązanych z programowaniem. Cel ten osiągnięty jest przez błyskawiczne efekty wizualne, jakie oferuje programowanie w języku Processing oraz przez uproszczenie skomplikowanych i pracochłonnych konstrukcji programowania graficznego w języku Java, w którym Processing jest zaimplementowany.

## Licencja
Processing rozwijany jest jako projekt Open Source. Processing IDE rozpowszechniane jest pod licencją GPL. Biblioteki oraz kod dostarczony przez producentów objęte są licencją LGPL, co pozwala autorom na rozpowszechniane swoich prac pod dowolną licencją, bez ograniczeń.